# إنسيو سيلاسفو
بير هيالمار إنسيو سيلاسفو (بالفنلندية: Ensio Siilasvuo) (1 يناير 1922، هلسنكي – 10 يناير 2003، إسبو ) جنرالًا فنلنديًا. وكان والده الجنرال هيالمر سيلاسفو الشهير في حرب الشتاء. انضم إنسيو سيلاسفو في الجيش الفنلندي في عام 1940 وعمل كرئيس أركان لفوج المشاة عام 1945. تمت ترقيته إلى نقيب في سن 22 وأصيب مرتين.
بعد الحرب قاد عدة بعثات للأمم المتحدة، وكان قائد الوحدة الفنلندية في قبرص في عام 1965 في قوة الأمم المتحدة لحفظ السلام. خدم في العديد من المناصب في الشرق الأوسط بعد حرب 1967. كان قائد قوة طوارئ الأمم المتحدة في شبه جزيرة سيناء من نهاية حرب أكتوبر 1973 حتى أغسطس 1975، عندما تم تعيينه ككبير منسقي بعثات الأمم المتحدة لحفظ السلام في الشرق الأوسط، والتي عقدت حتى تم التوصل إلى السلام بين مصر وإسرائيل في عام 1979. تقاعد في عام 1980.

## وصلات خارجية
- إنسيو سيلاسفو على موقع مونزينجر (الألمانية)
- Sinibaretti - الجنرال إنسيو سيلاسفو
- kansallisbiografia - الجنرال إنسيو سيلاسفو